# Antearco

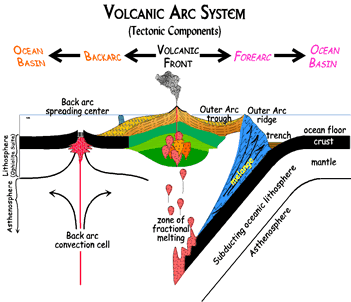
Esquema conceptual de um limite convergente entre placas mostrando a posição do antearco.

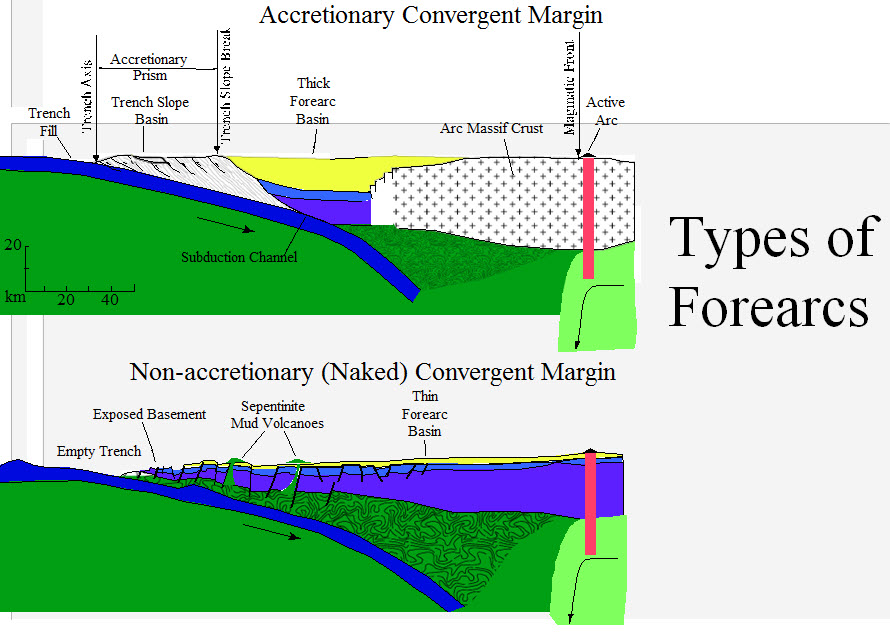
Tipos de antearcos.

Antearco é um termo utilizado na tectónica de placas para designar a região entre uma fossa oceânica, na parte frontal da zona de subducção, e o arco vulcânico associado. As regiões do antearco estão presentes ao longo das margens convergentes e formam a região frontal dos arcos vulcânicos que são característicos das margens de placas convergentes. Um retroarco é a região companheira por detrás do arco vulcânico. Muitos antearcos apresentam uma cunha acrecionária (ou prisma de acreção) que pode formar um cume topográfico, conhecido como dorsal de arco externo, paralelo ao arco vulcânico. Entre a cunha acrecionária e o arco vulcânico, pode estar presente uma bacia de antearco, às vezes chamada de cava de arco externo, que pode acumular depósitos espessos de sedimentos. Devido às pressões tectónicas geradas quando uma placa tectónica é empurrada por cima de outra, as regiões do antearco são fontes de grandes terremotos de impulso.

## Formação
Durante a subducção, uma placa oceânica é empurrada para debaixo de outra placa tectónica, que pode ser oceânica ou continental. Água e outros materiais voláteis presentes na placa descendente causam fusão de fluxo no manto superior, dando origem a magma que sobe e penetra na placa superior, formando um arco vulcânico. O peso da laje descendente flexiona a placa adjacente criando uma fossa oceânica. A área entre a fossa e o arco insular é a região do antearco, e a área atrás do arco (ou seja, no lado afastado da fossa) é a região do retroarco.
As teorias iniciais postulavam que as fossas oceânicas e os arcos magmáticos eram os principais fornecedores das cunhas de sedimentação acrecionária nas regiões do antearco. Descobertas mais recentes sugerem que parte do material acumulado na região do antearco é originário de fontes mantélicas junto com turbiditos derivadas de material continental. Esta teoria é sustentada pela presença de sedimentos pelágicos e crosta continental sendo subduzidos em processos conhecidos como subducção de sedimentos e erosão de subducção, respetivamente.
Ao longo do tempo geológico ocorre uma constante reciclagem dos depósitos do antearco devido à erosão, deformação e subducção sedimentar. A constante circulação de material na região do antearco (prisma de acreção, bacia do antearco e trincheira) gera uma mistura de sequências ígneas, metamórficas e sedimentares. Em geral, há um aumento no grau metamórfico de trincheira para arco onde o grau mais alto (xisto-azul para eclogite) é estruturalmente elevado (nos prismas) em comparação com os depósitos mais jovens (bacias). As regiões do antearco também são onde os ofiolitos são encastrados no caso de ocorrer obducção, mas tais depósitos não são contínuos e muitas vezes podem ser removidos pela erosão.
À medida que as placas tectónicas convergem, o fechamento de um oceano resultará na convergência de duas massas continentais, cada uma das quais é um arco insular ou uma margem continental. Quando esses dois corpos colidem, o resultado é um fenómenos de orogénese, resultando na redução do movimento da crosta oceânica subjacente. Nos estágios iniciais da colisão do arco continental, há elevação e erosão do prisma de acreção e da bacia do antearco. Nos estágios posteriores da colisão, a região do antearco pode ser suturada, rotacionada e encurtada, o que pode formar dobras sincolisionais e cinturões de impulso.

## Estrutura
A região do antearco pode incluir, quando presentes na formação, uma bacia de antearco, uma dorsal de arco externo, um prisma de acreção e a própria fossa (ou trincheira). O prisma de acreção está localizado na encosta da fossa, onde há diminuição significativa ângulo de inclinação do fundo oceânico. Entre a quebra e o arco magmático, forma-se em geral uma bacia sedimentar preenchida com material erodido do arco vulcânico, podendo-se substrato numa bacia do antearco que cobre as faixas de pressão mais antigas na cunha da região do antearco.
Em geral, a topografia do antearco (especificamente na região da trincheira) está tentando alcançar um equilíbrio entre a flutuabilidade e as forças tectónicas causadas pela subducção. O movimento ascendente do antearco está relacionado com as forças de flutuação e o movimento descendente está associado à força tectónica que faz com que a litosfera oceânica desça. A relação entre a inclinação da superfície e o impulso de subducção também desempenha um grande papel na variação da estrutura e deformação do antearco. Uma cunha de subducção pode ser classificada como estável com pouca deformação ou instável com deformação interna generalizada. Algumas deformações comuns em sedimentos do antearco são deformação sinsedimentar e a presença de olistostromas, como a observada na região do antearco de Magnitogorsk.
Existem dois modelos que caracterizam a formação e deformação de uma bacia do antearco e dependem da deposição e subsidência de sedimentos (ver figura ao lado). O primeiro modelo está associado a uma bacia do antearco formada com pouco ou nenhum suprimento de sedimentos. Por outro lado, o segundo modelo está associado a situação em que existe abundante abastecimento de sedimentos. As depressões topográficas que são de natureza acrecionária e não acrecionária dependerão do suprimento de sedimentos provenientes da placa oceânica, material clástico derivado da erosão continental e das taxas de convergência ortogonal dos materiais. O fluxo de acreção (fornecimento de sedimentos) também determina a taxa na qual as cunhas de sedimentação crescem dentro do antearco.
A idade da crosta oceânica e a velocidade de convergência controlam o acoplamento através da interface convergente da crosta continental e oceânica. A força desse acoplamento controla a deformação associada ao evento e pode ser vista nas assinaturas de deformação da região do antearco.

## Sismicidade
A intensa interação entre as placas superior e inferior nas regiões do antearco desenvolve fortes mecanismos de acoplamento que resultam em sismos de mega-impulso, como o terremoto de Tohoku-oki, que ocorreu na costa do Pacífico no nordeste do Japão (Tian e Liu. 2013). Esses sismos de mega-impulso podem estar correlacionados com baixos valores de fluxo de calor geralmente associados às regiões do antearco. Dados geotérmicos mostram um fluxo de calor de ~30–40 mW/m2, o que indica manto frio e rígido.

## Exemplos
Um bom exemplo é o antearco da Fossa das Marianas, onde tem sido realizada extensa investigação científica. Naquela região há uma margem erosiva e um talude de antearco com 2 km de altura e 30 km de diâmetro que alberga vulcões de lama serpentiníticos. As propriedades erosivas destes vulcões são consistentes com os graus metamórficos (xistos azúis) esperados para esta região do antearco. Há evidências geológicas e geoquímicas e modelos geotérmicos que mostram a presença da interface crusta-manto, os elevados níveis de fricção e a presença de litosfera oceânica fria na trincheira.
Outros exemplos de antearcos pujantes são:
- Antearco Andino Central
- Antearco das ilhas de Banda
- Antearco de Savu-Wetar
- Antearco de Luzón
- Antearco de Tohoku
- Antearco presente entra a Cordilheira Ocidental e a Fossa do Peru-Chile